# Kenya ai Giochi della XXXI Olimpiade
Il Kenya partecipò ai Giochi della XXXI Olimpiade, svoltisi a Rio de Janeiro, Brasile, dal 5 al 21 agosto 2016, con una delegazione di 89 atleti impegnati in 7 discipline. Portabandiera alla cerimonia di apertura fu l'arciera Shehzana Anwar.
Il bottino della squadra fu di 13 medaglie: sei d'oro, sei d'argento e una di bronzo, tutte conquistate nell'atletica leggera, che valsero al Kenya il secondo posto nel medagliere di questa disciplina e il quindicesimo nel medagliere complessivo.

## Medaglie

### Medagliere per disciplina
| Sport            | Oro | Argento | Bronzo | Totale |
| ---------------- | --- | ------- | ------ | ------ |
| Atletica leggera | 6   | 6       | 1      | 13     |
| Totale           | 6   | 6       | 1      | 13     |

### Medaglie d'oro
| Medaglia | Nome              | Sport            | Evento                     |
| -------- | ----------------- | ---------------- | -------------------------- |
| Oro      | Jemima Sumgong    | Atletica leggera | Maratona femminile         |
| Oro      | David Rudisha     | Atletica leggera | 800 metri piani maschili   |
| Oro      | Faith Kipyegon    | Atletica leggera | 1500 metri piani femminili |
| Oro      | Conseslus Kipruto | Atletica leggera | 3000 metri siepi maschili  |
| Oro      | Vivian Cheruiyot  | Atletica leggera | 5000 metri piani femminili |
| Oro      | Eliud Kipchoge    | Atletica leggera | Maratona maschile          |

### Medaglie d'argento
| Medaglia | Nome             | Sport            | Evento                          |
| -------- | ---------------- | ---------------- | ------------------------------- |
| Argento  | Vivian Cheruiyot | Atletica leggera | 10000 metri piani femminili     |
| Argento  | Paul Tanui       | Atletica leggera | 10000 metri piani maschili      |
| Argento  | Hyvin Jepkemoi   | Atletica leggera | 3000 metri siepi femminili      |
| Argento  | Boniface Mucheru | Atletica leggera | 400 metri ostacoli maschili     |
| Argento  | Hellen Obiri     | Atletica leggera | 5000 metri piani femminili      |
| Argento  | Julius Yego      | Atletica leggera | Lancio del giavellotto maschile |

### Medaglie di bronzo
| Medaglia | Nome            | Sport            | Evento                    |
| -------- | --------------- | ---------------- | ------------------------- |
| Bronzo   | Margaret Wambui | Atletica leggera | 800 metri piani femminili |

## Atletica
Il Kenya ha qualificato a Rio i seguenti atleti:
- 800m femminili - 1 atleta (Janeth Jepkosgei Busienei)
- 1500m femminili - 2 atleti (Mercy Cherono e Viola Jelagat Kibiwot)
- 5000m maschili - 3 atleti (Cyrus Rutto, Lawi Lalang e Edwin Cheruiyot Soi)
- Maratona maschile - 1 atleta (Korir Weldon)
- Lancio del giavellotto maschile - 1 atleta (Julius Yego)

### Nuoto
| Atleta       | Evento                    | Batterie | Batterie  | Semifinali      | Semifinali      | Finale          | Finale          |
| Atleta       | Evento                    | Tempo    | Posizione | Tempo           | Posizione       | Tempo           | Posizione       |
| ------------ | ------------------------- | -------- | --------- | --------------- | --------------- | --------------- | --------------- |
| Talisa Lanoe | 100 metri dorso femminili | 1'10"02  | 33ª       | non qualificata | non qualificata | non qualificata | non qualificata |